# Enrico Baiano
Enrico Baiano (né à Naples, le 2 octobre 1960) est un claveciniste et pianofortiste, reconnu sur la scène internationale comme un interprète virtuose et strict de la musique ancienne,. 

## Biographie
Baiano a remporté de nombreux prix internationaux, dont le Deutsche Schallplattenpreis, le Diapason d'Or, le Choc de la Musique et la Platte des Monats. 
Il a écrit Method for Harpsichord: A practical guide for Pianists, Organists and Harpsichordists (Méthode pour clavecin: guide pratique pour pianistes, organistes et clavecinistes) publié par Ut Orpheus et traduite en cinq langues.
Il s'est produit dans les festivals de musique ancienne les plus renommés d'Europe, d'Israël et du Japon, avec un répertoire allant du XVIe au XXIe siècle. Il est l'un des cofondateurs de l'ensemble italien Cappella della Pietà dei Turchini, avec qui il a joué et enregistré de 1986 à 2000. Il a également joué avec l'ensemble de musique napolitaine contemporaine Dissonanzen, avec le concerto Piccolo Wien et avec l'orchestre baroque de Helsinki. Il a participé à deux films documentaires dirigés par Francesco Leprino :  Un gioco ardito (« Un jeu audacieux ») et Sul nome B.a.c.h..

## Discographie
- 1995 - Domenico Paradisi, Sonate di Gravicembalo, 1754 (Glossa)
- 1996 - Johann Jakob Froberger, Diverse curiose partite (Symphonia)
- 1998 - Antonio de Cabezón, Obras de Música para Tecla (Glossa)
- 1999 - Domenico Scarlatti, Sonate per Clavicembalo : K.46, 109, 126, 175, 181, 217, 232, 233, 248, 249, 295, 296, 394, 395, 402, 439 et 516 (Symphonia)
- 2000 - Antonio Vivaldi, Concerti per clavicembalo (Pan Classics)
- 2001 - Musica al tempo di Luca Giordano il cembalo nella Napoli del 600 (Symphonia)
- 2003 - Girolamo Frescobaldi, Intavolature di cimbalo (Symphonia)
- 2008 - Domenico Scarlatti, Sonate per clavicembalo : K.3, 24, 69, 99, 113, 115, 118, 119, 120, 132, 148, 149, 184, 213, 214, 215, 216 et 268 (Symphonia)
- 2009 - Domenico Scarlatti, Sonate per clavicembalo : K.96, 124, 125, 141, 386, 387, 426, 427, 445, 481, 482, 516, 517, 544, 545, 546 et 547 - clavecin et forte-piano (Stradivarius 33844)

## Publications
- Enrico Baiano, Méthode pour Clavecin : Guide pratique pour pianistes, organistes et clavecinistes, Bologna, Ut Orpheus Edizioni, 2010 (ISMN 979-0-2153-1882-3, présentation en ligne).
- (it) Enrico Baiano et Marco Moiraghi, Le Sonate di Domenico Scarlatti - Testo, contesto, interpretazione, Lucca, Libreria Musicale Itatliana, 2014 (ISBN 8870967727)